# C-HTML

Evolução dos padrões Web móveis

C-HTML (abreviação para Compact Hypertext Markup Language), também chamado de i-mode-HTML, é um subconjunto de TAG's HTML para dispositivos de pequeno porte, como exemplo, smartphones e PDAs, como os DoCoMo's i-mode celulares usados no Japão. C-HTML adiciona diversos recursos não encontrados no padrão HTML, notavelmente Teclas de atalho, atalhos para números de telefones, caracteres especiais como os pictóricos emoji, atráves do Shift JIS, sendo estes conceitos oriundos do HDML/WML.
Isso se dá, porque dispositivos  pequenos como celulares possuem restrições de hardware, como exemplo: pouca memória, baixo poder de processamento da CPU ou então, a impossibilidade de armazenar dados. As telas de pequenos celulares (monocromáticos) com fontes de caracteres simples e uma restrita entrada de métodos (a ausência de um mouse), tornou necessário uma forma mais simples do HTML, ou então, uma adaptação do HTML para os padrões Japoneses.
Entretanto, C-HTML não suporta tabelas, imagens de mapas, múltiplas fontes, estilos de fontes, fundos coloridos, imagens, frames, style sheet e é geralmente limitado a um visor monocromático.
A linguagem é definida de modo que todas as operações básicas possam operar e interagir sendo feitas por combinações de até quatro botões e não pelo movimento bi-dimensionamento de um cursor, como exemplo: cursor para frente + seleciona + volta/para.
Funcionalidades que necessitam de um ponteiro de cursor bi-dimensional, como imagens de mapas, não são contempladas pelo C-HTML.